# Koziniec (wzgórze)
Koziniec, niem. Molken Berg (462 m n.p.m.) – wzniesienie w południowo-zachodniej Polsce, w Sudetach Zachodnich, we wschodniej części Kotliny Jeleniogórskiej, we Wzgórzach Dziwiszowskich.
Rozczłonkowany szczyt z główną kulminacją o wysokości 462 m n.p.m.  położony jest w południowo części Wzgórz Dziwiszowskich,  stanowi kulminację grupy wzgórz w zakolu rzeki Bóbr około 5 km na wschód od centrum miejscowości Jelenia Góra, pomiędzy Dąbrowicą a Grabarami.
Wzniesienie Koziniec jest najwyższym wzniesieniem Wzgórz Dziwiszowskich. Wyrasta w południowej części Wzgórz na tle sporo wyższych okolicznych gór w kształcie, rozległej mało wyraźnej kopuły z wyraźnie podkreślonymi zboczami. Zbocze południowe wyraźnie opada w kierunku doliny rzecznej niewielkiego dopływu bobru, zbocze południowe stromo opada do doliny Bobru. Powierzchnia wierzchowiny jest łagodnie wyniesiona, co sprawia, że z daleka szczyt wzniesienia jest łatwy do określenia. Położenie wzniesienia, kształt i płaska część szczytowa, czynią wzniesienie rozpoznawalnym w terenie.
Wzniesienia położone jest w obrębie jednostki geologicznej blok karkonosko-izerski. Podłoże geologiczne wzniesienia stanowią skały karkonosko-izerskiego masywu granitowego, głównie granit. Szczyt i zbocza wzniesienia pokrywa warstwa młodszych osadów glin, żwirów, piasków i lessów z okresu zlodowaceń plejstoceńskich i osadów powstałych w chłodnym, peryglacjalnym klimacie. Całe wzniesienie porośnięte jest lasem w dolnej części iglastym a w górnej bukowym. Poniżej dolnej granicy lasu zbocza w większości porastają dzikie łąki z pojedynczymi grupami drzew i krzewów. Niewielką tylko powierzchnię zboczy zajmują nieużytki. Nieliczne ciągi drzew i krzaków rosnące na wzniesieniu wyznaczają dawne miedze i polne drogi. U  południowo-wschodniego podnóża zbocza wzniesienia, położona jest wieś Dąbrowica. Na szczycie kilka lat temu stała stalowa wieża widokowa o wysokość 6 metrów. Wieżę wzniesiono w latach 1880–1906 wraz ze schodami prowadzącymi do Dąbrowicy. Obecnie po wieży pozostały tylko schody prowadzące na szczyt oraz nikłe ślady fundamentów, a także metalowe elementy wystające z ziemi. Na południowo-wschodnim zboczu kilkadziesiąt metrów poniżej szczytu położona jest ciekawa granitowa grupa skalna. Nieco niżej znajdują się skromne ruiny starego niewielkiego średniowiecznego zamku obronnego, po którym zachowały się fragmenty kamiennego muru z XIV wieku i pozostałości piwnic.

## Turystyka
- Na szczycie wzniesienia znajduje się punkt widokowy, z którego roztacza się panorama na okoliczne miejscowości i oddalone pasma górskie.
- Przez wierzchołek wzniesienia nie prowadzi szlak turystyczny Szlak Zamków Piastowskich.

## Zamek Bolka na Kozińcu (Bolkenhain)

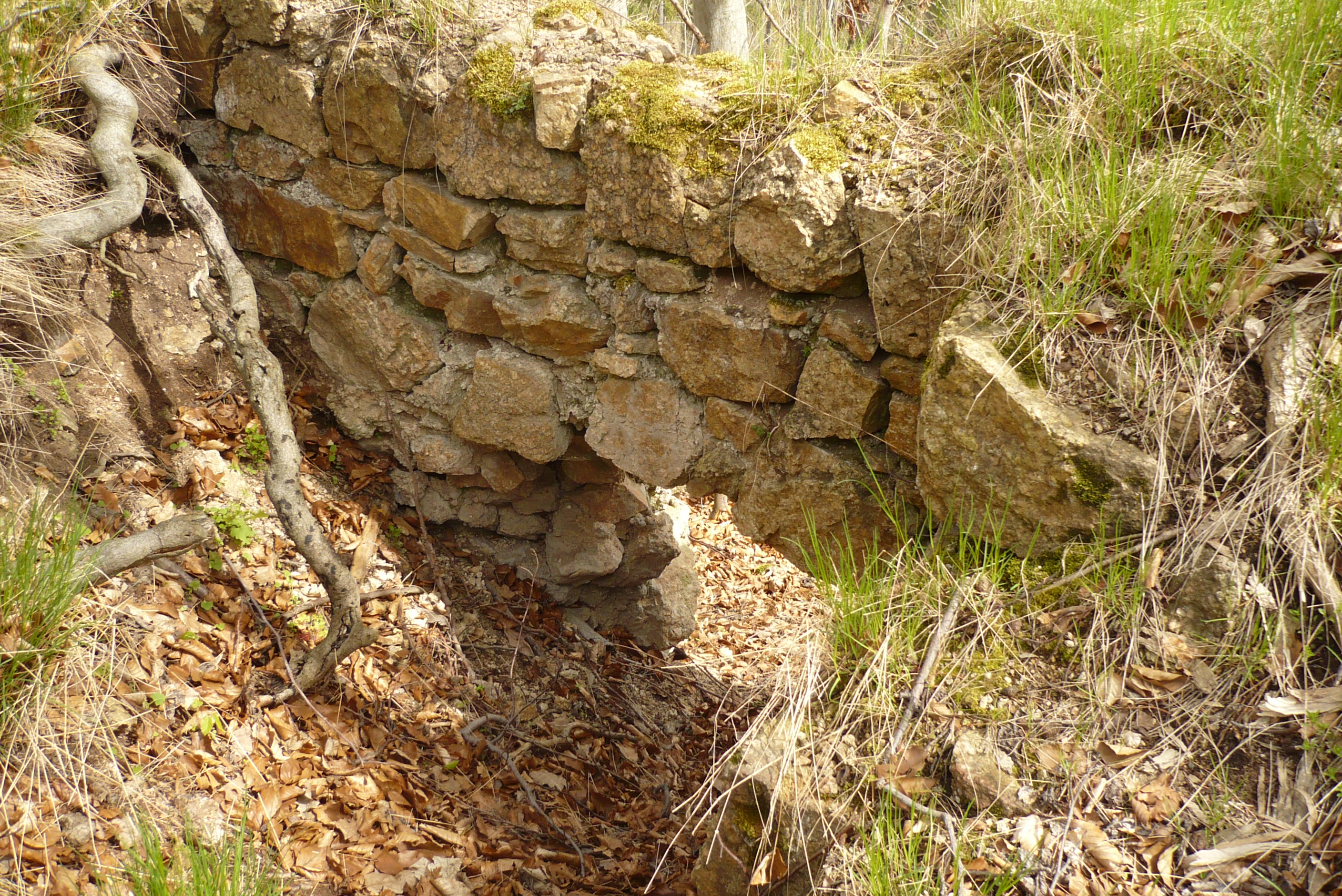
Pozostałości zamku

- W średniowieczu na wzniesieniu wznosił się zamek obronny nazywany w kronikach "Zamkiem Bolka". Ruiny zamku leżą na szczycie góry o wys. 462 m n.p.m. i jeszcze w 1 poł. XIX w. miała być widoczna wieża i dwie bramy[2]. Obecnie relikty założenia obronnego widoczne są na skalistym grzbiecie wzniesienia na południowy wschód od jego kulminacji, zajmując obszar o wymiarach ok. 14 x 30 m. Obwód obronny warowni wzniesiono z kamienia łamanego, miejscowej skały granitowej na zaprawie wapiennej, wykorzystując także znajdujące się w jego linii skały. Widoczne są relikty dwóch równolegle biegnących murów. Dnia 20 maja 1366 r. (?) w  Bolkenhain pisarz jeleniogórski Piotr i Mikołaj de Reinstein widymowali dokument, w którym Niczko uzyskał sądownictwo i inne dobra w Komorno w dystrykcie jeleniogórskim[2]. Ze względu na kontekst tego dokumentu (Komorno znajduje się ok. 5 km od zamku) i zbieżność zachowanej w tradycji nazw warowni na Kozińcu można rozważyć jej identyfikację z historyczną nazwą Bolkenhain. Zamek wg tradycji został zdobyty i zniszczony w 1428 roku przez husytów[2]. Pozostałości zamku w postaci murów i piwnic znajdują się na zachodnim zboczu Kozińca[3].